# Jueves de Plata

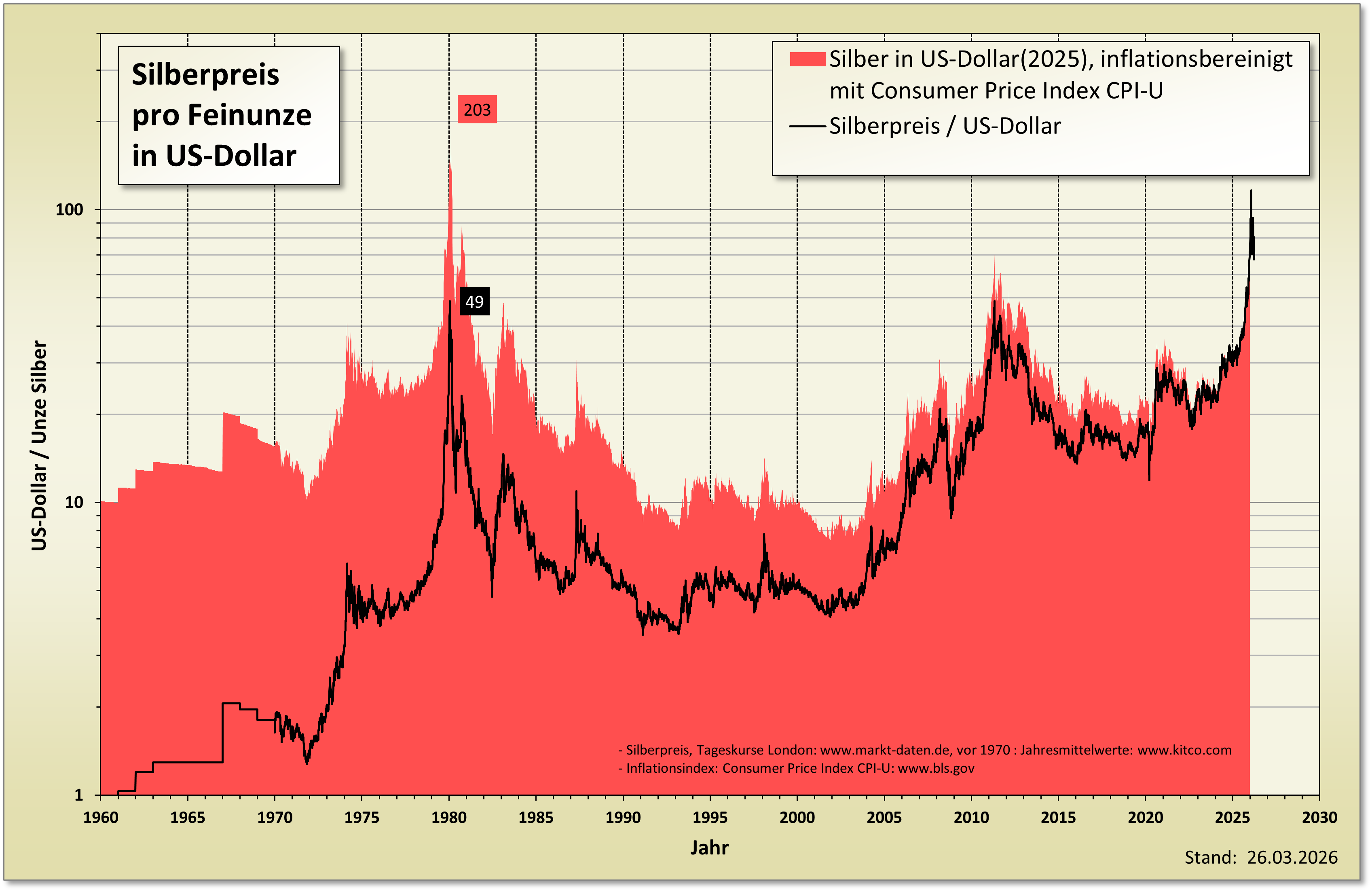
Historia del precio de la plata en 1960-2020, con el Jueves de la Plata de 1980

El Jueves de Plata (en inglés: Silver Thursday) fue un acontecimiento que se produjo en los mercados de materias primas estadounidenses de plata el jueves 27 de marzo de 1980, tras el intento de los hermanos Nelson Bunker Hunt, William Herbert Hunt y Lamar Hunt (también conocidos como los Hermanos Hunt) de acaparar el mercado de la plata. Una fuerte caída posterior de los precios de la plata provocó el pánico en las bolsas de materias primas y futuros. 

## Antecedentes
En 1979, el precio de la plata (basado en el Fix de Londres) saltó de 6,08 $ por onza troy (0,195 $/g) el 1 de enero de 1979, a un máximo histórico de 49,45 $ por onza troy (1,590 $/g) el 18 de enero de 1980, un aumento del 713 %, con los futuros de la plata alcanzando un máximo histórico intradía en COMEX de 50,35 $ por onza troy y una reducción de la relación oro/plata hasta 1:17,0. Ese día, el oro también alcanzó un máximo de 850 $ por onza troy. En los últimos nueve meses de 1979, se estimaba que los hermanos Hunt poseían más de 100 millones de onzas troy de plata y varios grandes contratos de futuros sobre la plata.
Se estimaba que los hermanos poseían un tercio de todo el suministro mundial de plata que no estaba en manos de los gobiernos. La situación para otros posibles compradores de plata era tan grave que, el 26 de marzo de 1980, la joyería Tiffany's publicó un anuncio en The New York Times en el que condenaba a los hermanos Hunt y afirmaba: «Creemos que es inconcebible que alguien acapare varios miles de millones, sí miles de millones, de dólares en plata y eleve así tanto el precio que otros tengan que pagar precios artificialmente altos por artículos hechos de plata».
El 7 de enero de 1980, en respuesta a la acumulación de los Hunt, se modificaron las normas de la bolsa relativas al apalancamiento; COMEX adoptó la «Silver Rule 7», que imponía fuertes restricciones a la compra de materias primas con margen. Los hermanos Hunt se habían endeudado fuertemente para financiar sus compras y, cuando el precio empezó a caer de nuevo, bajando más del 50 % en sólo cuatro días, no pudieron hacer frente a sus obligaciones, provocando el pánico en los mercados.

## Climax
Los hermanos Hunt habían realizado grandes inversiones en contratos de futuros a través de varios corredores, incluida la empresa de corretaje Bache Halsey Stuart Shields, más tarde Prudential-Bache Securities y Prudential Securities. Cuando el precio de la plata cayó por debajo del margen mínimo exigido, recibieron un requerimiento de 100 millones de dólares. Los Hunts no pudieron hacer frente al requerimiento de margen y, con los hermanos enfrentándose a una pérdida potencial de 1700 millones de dólares, el pánico subsiguiente se dejó sentir en los mercados financieros en general, así como en los de materias primas y futuros. Muchos funcionarios del gobierno temían que si los Hunts no podían hacer frente a sus deudas, algunas grandes empresas de corretaje y bancos de Wall Street podrían hundirse.
Para salvar la situación, un consorcio de bancos estadounidenses proporcionó una línea de crédito de 1100 millones de dólares a los hermanos, lo que les permitió pagar a Bache, que a su vez sobrevivió al calvario. La Comisión de Bolsa y Valores de EE. UU. inició posteriormente una investigación sobre los hermanos Hunt, que no habían revelado que en realidad poseían una participación del 6,5 % en Bache.
Este día marcó el final de una gran corrección bursátil ese año.

## Consecuencias
Los Hunts perdieron más de mil millones de dólares con este incidente, pero la fortuna familiar sobrevivió. Pignoraron la mayoría de sus activos, incluida su participación en Placid Oil, como garantía del paquete de préstamos de rescate que obtuvieron. Sin embargo, el valor de sus activos (principalmente participaciones en petróleo, azúcar y bienes inmuebles) disminuyó constantemente durante la década de 1980, y su riqueza neta estimada se redujo de 5000 millones de dólares en 1980 a menos de 1000 millones en 1988. En 1982, el London Silver Fix se había desplomado un 90 %, hasta los 4,90 dólares por onza troy.
En 1988, los hermanos fueron declarados responsables de cargos civiles de conspiración para acaparar el mercado de la plata. Se les ordenó indemnizar con 134 millones de dólares a una empresa minera peruana que había perdido dinero como consecuencia de sus acciones. Esto obligó a los hermanos a declararse en quiebra, en una de las mayores declaraciones de este tipo en la historia de Texas.